# Zeb Hogan
Zeb Hogan (Tempe, 12 ottobre 1973) è un biologo, conduttore televisivo e fotografo statunitense.

## Biografia
Conosciuto prettamente per i programmi che conduce per National Geographic Channel, ovvero Monster Fish (2009) e Megafish (2010), s'è laureato nel 1996 presso l'Università dell'Arizona (laurea in Ecologia e biologia dell'evoluzione). Più tardi, come Visiting Scholar, ha studiato presso il programma "Environmental Risk Assessment Program" all'Università di Chiang Mai (Thailandia). Di ritorno negli Stati Uniti, ha preso il Ph.D. in ecologia presso l'Università della California.
Oltre che per National Geographic, attualmente lavoro come professore per l'Università del Wisconsin e per quella di Nevada.
La sua fama giunge grazie ad alcuni documentari, nei quali gira il Mondo per studiare e salvaguardare le specie dei pesci più a rischio scomparsa (mediante controllo delle nascite, studio della loro anatomia e altro).

## Lavori per la televisione
- 2007: Wild Chronicles (ospite in una puntata)[7]
- 2009: Hooked
- 2009: Monster Fish
- 2010: Megafish
- 2011: Monster Fish